# Jogonayan
Jogonayan is een bestuurslaag in het regentschap Magelang van de provincie Midden-Java, Indonesië. Jogonayan telt 998 inwoners (volkstelling 2010).